# (6510) Tarry
(6510) Tarry es un asteroide que forma parte del Cinturón de asteroides, descubierto el 23 de febrero de 1987 por Carolyn Shoemaker y por su esposo que también era astrónomo Eugene Shoemaker desde el Observatorio del Monte Palomar, Estados Unidos.

## Designación y nombre
Designado provisionalmente como 1987 DF. Fue nombrado en honor a los estadounidenses William y Nancy Tarry, cuya amabilidad, consideración y amistad han dejado una impresión duradera en Carolyn Shoemaker y su familia y buenos amigos. Cuando Eugene Shoemaker murió en una colisión de autos en el interior del país lejos de Alice Springs, los Tarry sin dudarlo les brindaron su hospitalidad y asistencia durante varias semanas. Bill es gerente general de Boeing Constructors en Boeing Defence & Space Group en Alice Springs.

## Características orbitales
Tarry está situado a una distancia media del Sol de 2,358 ua, pudiendo alejarse hasta 2,890 ua y acercarse hasta 1,826 ua. Su excentricidad es 0,225 y la inclinación orbital 23,010 grados. Emplea 1322,50 días en completar una órbita alrededor del Sol.
Pertenece a la familia de asteroides de (25) Phocaea.

## Características físicas
La magnitud absoluta de Tarry es 13,01. Tiene 6,662 km de diámetro y su albedo se estima en 0,331.